# ألبرت باك
ألبرت باك (بالألمانية: Albert Buck)‏ هو عسكري ألماني، ولد في 23 يناير 1895 في شتوتغارت في ألمانيا، وتوفي في 6 سبتمبر 1942 في نوفوروسياسك في روسيا.